# Йонсан (станция метро, Пусан)
«Йонсан» (кор. 연산역) — подземная станция Пусанского метро на Первой линии и Третьей линии. Станция «Йонсан» на Первой линии представлена двумя боковыми платформами, станция «Йонсан» на Третьей линии также. Станция обслуживается Пусанской транспортной корпорацией. Расположена в квартале Йонсан-дон муниципального района Йонджегу Пусана (Республика Корея). На станции установлены платформенные раздвижные двери.
Станция «Йонсан» на Первой линии была открыта 19 июля 1985 года, на Третьей линии — 28 ноября 2005 года.